# Suchumski Instytut Fizyki i Technologii
Suchumski Instytut Fizyki i Technologii (ros. Сухумский физико-технический институт, gruz. სოხუმის ფიზიკა-ტექნიკის ინსტიტუტი) – gruziński instytut naukowy zlokalizowany w Tbilisi.

## Historia
Instytut został założony w 1950 roku na bazie tajnych centrów badawczych "A" i "G" funkcjonujących w ramach radzieckiego programu nuklearnego. W założenie instytutu włączeni byli niemieccy fizycy, przebywający w Związku Radzieckim po II wojnie światowej, m.in. Gustav Ludwig Hertz, Manfred von Ardenne, Max Steenbeck, Pieter Thiessen, Max Volmer i Nikolaus Riehl.
Projekt "A", którego liderem naukowym był Manfred von Ardenne, prowadził badania dotyczące m.in. technik rozdziału elektromagnetycznego izotopów uranu oraz rozdziału izotopów na drodze dyfuzji, spektrometrii masowej atomów ciężkich, udoskonalaniem mikroskopów elektronowych i organizacją ich produkcji. Centrum badawcze "G", kierowane przez Gustava Hertza, zajmowało się także rozwojem technik separacji izotopów uranu, technik produkcji ciężkiej wody, analizami izotopów uranu po niewielkich wzbogaceniach czy dokładnymi pomiarami energii neutronów.
Po pierwszych testach radzieckiej bomby atomowej (RDS-1), które miały miejsce w sierpniu 1949, niemieccy specjaliści byli stopniowo odsuwani od tajnych badań i angażowani w inne zadania. W latach 1955–1958 część z nich miała możliwość powrotu do niemiec.
W późniejszym czasie instytut prowadził badania dotyczące m.in. fizyki plazmy, fizyki ciała stałego, zjawisk termoelektrycznych, promieniowania cieplnego.
Po wybuchu wojny w Abchazji i zajęciu Suchumi przez wojska abchaskie, większość pracowników instytutu opuściła miasto i przeniosła się do Tbilisi. W grudniu 1993 rząd Gruzji podjął decyzję o przeniesieniu instytutu do Tbilisi.

## Struktura organizacyjna
W ramach instytutu działają następujące jednostki badawcze:
- Wydział Badawczy Radiofizyki i Modelowania Systemów Elektronicznych
- Laboratorium Badań Materiałów Półprzewodnikowych
- Laboratorium Technik Półprzewodnikowych i Radiacyjnych
- Laboratorium Technologii Chemicznej
- Laboratorium Technik i Technologii Kriogenicznej
- Laboratorium Nietradycyjnej Energetyki